# Joachim Georg Darjes
Joachim Georg Darjes (o Daries) (Güstrow, 23 giugno 1714 – Francoforte sull'Oder, 17 luglio 1791) è stato un filosofo, giurista, economista e pastore luterano tedesco.
Inizialmente discepolo di Christian Wolff (1679-1754), Darjes aveva cercato nei suoi Elementi di metafisica (1743) di integrare il sistema wolffiano nel quadro del tardo scolasticismo. Ma quando ebbe approfondito la sua comprensione del sistema, le contraddizioni interne di questo divennero sempre più evidenti, al punto che egli alla fine ne respinse alcuni principi fondamentali. Fu nel 1748, sotto l'influenza di Christian August Crusius (1715-1775), che pubblicò le sue Anmerkungen über einige Lehrsätze der Wolfischen Metaphysic ("Osservazioni su alcune tesi della metafisica wolffiana"), un'opera in cui criticava vigorosamente il principio della ragione sufficiente difesa da Wolff. Darjes appare quindi come un avversario dichiarato del wolffianismo.

## Biografia
Inizialmente istruito da suo padre, parroco della chiesa di Santa Maria di Güstrow, Darjes entrò nel ginnasio all'età di 12 anni nel 1726. Fu ammesso all'Università di Rostock nel 1728 dove studiò teologia e filosofia (aveva come professore Franz Albert Aepinus), poi dal 1731 proseguì all'Università di Jena i suoi studi di filosofia, matematica e storia della Chiesa. I suoi insegnanti erano Johann Georg Walch, Gottlieb Stolle, Andreas von Segner, Georg Hamberger, Johann Peter Reusch, Heinrich Köhler e Jacob Karpov, che divenne il suo tutor. Sotto l'influenza di quest'ultimo, Darjes divenne in quel momento un formidabile difensore della dottrina wolffiana. 

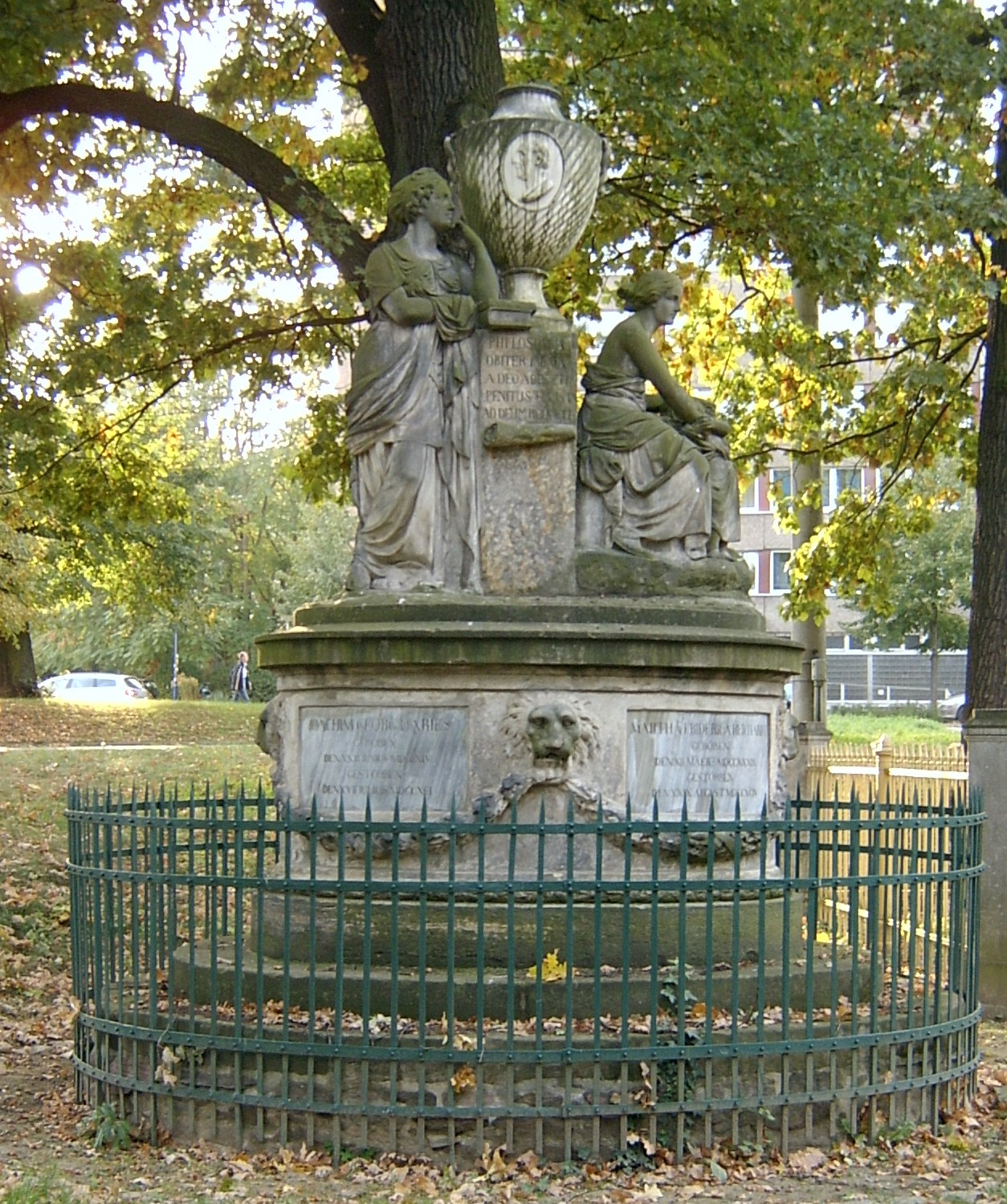
Monumento funebre di Joachim Georg Darjes e di sua moglie Marta Friderica Reichardt, situato nel parco a nord della Sankt-Gertraud-Kirche, Francoforte sull'Oder.

Darjes aveva discusso a lungo con il suo insegnante Karpov della dottrina della Trinità. Darjes intendeva risolvere questo mistero con la sola ragione. Impaziente di comunicare la sua dimostrazione al suo padrone, gli inviò il suo manoscritto, che cadde nelle mani sbagliate e fu stampato senza il suo permesso. Questo testo pubblicato in Iena nel 1734, De pluralitate personarum in Deitate ex solis rationis principiis demonstrata, sostiene che non c'è nulla di inesplicabile in sé; ci sono solo "misteri relativi", cioè verità inspiegate ma non inspiegabili, poiché ciò che è inspiegabile è semplicemente impensabile. È quindi possibile per Darjes dimostrare la dottrina della Trinità, che logicamente lo porta ad affermare che questa dottrina non è un mistero. Questo scritto suscitò ovviamente uno scandalo e Darjes fu accusato di ateismo. Quest'accusa interruppe definitivamente la sua carriera nella facoltà di teologia e fu esortato a trattare solo questioni strettamente filosofiche.
Dopo aver discusso nel 1735 la sua tesi di laurea De Arithmetica, quod sit summae scientiae species, Darjes acquisì all'Università di Iena una notevole reputazione come professore di filosofia. È stato riferito che alcuni spettatori erano seduti sulle scale per seguire le sue lezioni, essendo le stanze erano troppo piccole per ospitarli tutti, e che durante la sua carriera avrebbe avuto più di 10 000 studenti.
Allo stesso tempo, Darjes stava portando avanti studi di giurisprudenza all'università di Jena. Nel 1739 ricevette il titolo di dottore in legge e iniziò a insegnare nella stessa università tale disciplina, perpetuando la tradizione della legge naturale difesa da Hugo Grotius e Johann Jakob Lehmann. Nel 1744 fu ammesso come professore di morale e politica. Nel 1751 sposò Marta Friderica Reichardt (1739-1794) e pubblicò lo stesso anno la prima edizione della sua Erste Gründe der philosophischen Sittenlehre. Tra il 1749 e il 1752 pubblicò in quattro volumi la sua Philosophische Nebenstunden. Nel 1756 divenne vicerettore dell'Università di Jena e creò un circolo filosofico attorno alla rivista Jenaische philosophische Bibliothek, che fu tuttavia abolita nel 1760 durante la guerra dei sette anni. Nel 1763 rispose alla chiamata di Federico Augusto II e si recò all'Università Viadrina (Francoforte sull'Oder), dove insegnò fino alla morte nel 1791.
Darjes introdusse il cameralismo all'Università Viadrina e nel 1766 fondò la Regia Società per l'utilità delle scienze e delle arti. Dopo essere assurto nel 1772 alla carica di rettore dell'università, ricevette nel 1786 per il suo cinquantesimo anno d'insegnamento una medaglia con la sua immagine dell'artista berlinese Abraham Abramson, su cui era inciso il motto « Via ad veritam –Pietatis monumentum ». Darjes fu anche membro della Loggia massonica delle Tre Rose, di cui fu per un certo tempo il gran maestro.

## Opere

### Scritti di Darjes

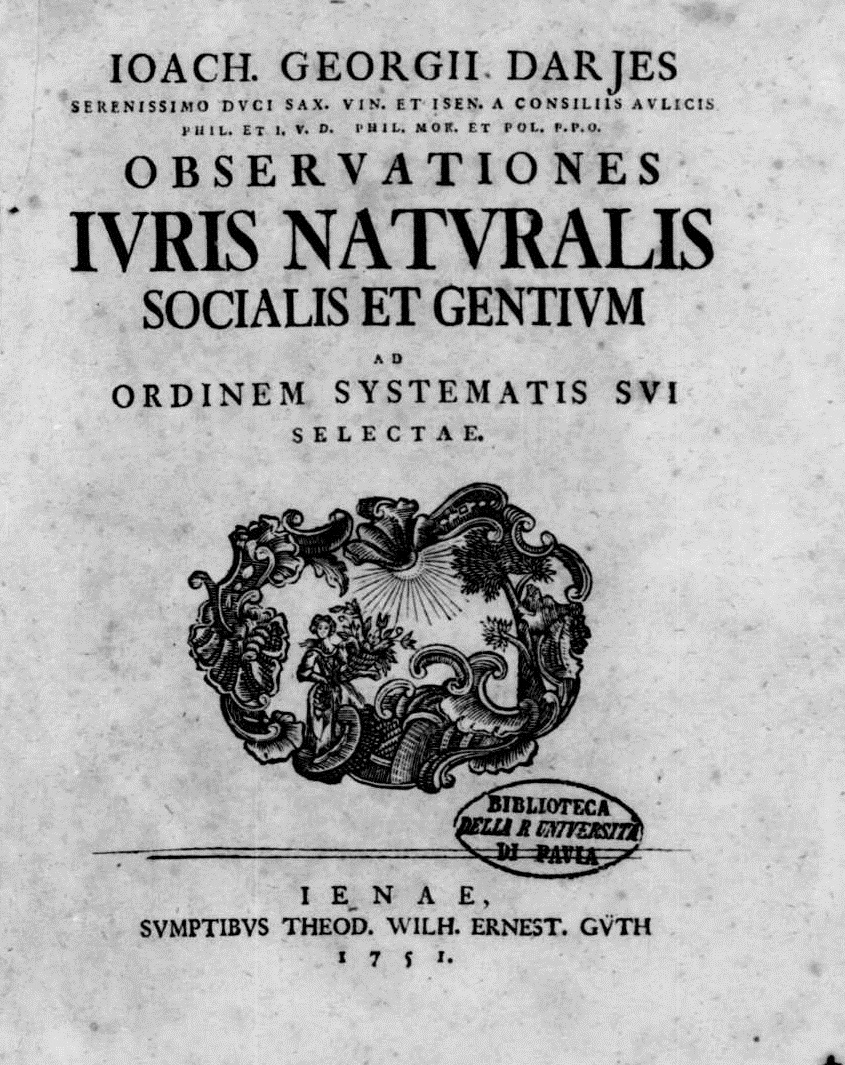
Observationes iuris naturalis socialis et gentium, 1751

- De pluralitate personarum in Deitate ex solis rationis principiis demonstrata, Jena 1734.
- Dissertationem metaphysicam de possibilitate creationis mundi aeterno, Jena, 1735
- (DE)  Die Lehrende Vernunft-Kunst: Welche eine vernünftige Anweisung zur Verbesserung der Kräfte des Verstandes in Beurtheilung und Erfindung der Wahrheiten in Sich Entehr aus der Natur der Seele in Mathemathischer Lehr-Art zur Grundlegung zu e zhert aufgesetzet worden, Jena 1737.
- Institutiones jurisprudentiae universalis, in quibus omnia juris naturae socialis e gentium capita in usum auditorii sui methodo scientific esplicantur, Jena 1740.
- Introductio in artem inveniendi seu Logicam theoretico-practicam, qua Analytica atque Dialectica proponuntur, Jena 1742.
- Elementa Metaphysices Tomus prior, qui philosophicam primam, Ontologiam, Monadologam, Somatologiam atque Mechanologiam complectitur, et ad Philosophiam, inprimis de Animabus, Spiritibus, Deo, Mundo, atque civitate divina, cognitionem, viam sternit, Jena 1743.
- (DE)  Anmerkungen über einige Lehrsätze der Wolfischen Metaphysic, Verlegts Georg Michael Marggraf, Francoforte e Lipsia 1748.
- (DE)  Philosophische Nebenstunden, Gollner, Jena 1749-1752. vol. 1, vol. 2, vol. 3, vol. 4
- (DE)  Erste Gründe der philosophischen Sitten-Lehre auf Verlangen und zum Gebrauche seiner Zuhörer entworfen, Christian Heinrich Cuno, Jena 1750; 1755 ; 1762
- (LA) Observationes iuris naturalis socialis et gentium, vol. 1, Jena, Theodor Wilhelm Ernst Guth, 1751.
  -     -  (LA) Observationes iuris naturalis socialis et gentium, vol. 2, Jena, Theodor Wilhelm Ernst Guth, 1754.
- Via ad veritatem. Commoda auditoribus methodo dimostrata, Jena, 1755.
- (DE)  Erste Gründe der Cameral-Wissenschaften, darinn haust Haupt-Theile, così sconvolgere l'Oeconomie come anche la polizia e la non-vedente Cameral-Wissenschaft nella sua nazione natale Verknüpfung zum Gebrauch seiner academischen Fürlesung entworfen v. Joachim Georg Darjes. Johann Adam Melchiors Wittwe, Jena 1756. Nachdruck: Scientia-Verlag, Aalen 1969.
- (DE)  Entwurf einer Real-Schule zur Erziehung armer Kinder zum Nutzen der wirthschaftlichen Beschäftigungen . Marggraf, Jena 1761.
- (DE)  Discours über Natur - und Völkerrecht, Jena 1762, Nachdruck: Keip, Goldbach 1999.
- (DE)  Erste Gründe der gesamten Mathematik darinnen die Haupt-Theile sowohl der teoretischen aluch aak praktischen Mathematik in thehrer natürlichen Verknüpfung auf Verlangen und zum Gebrauch seiner Zuhörer entworfen, Christian Heinrich Cuno, Jena 1758.
- Einleitung in Freyherrn von Bielefeld Lehrbegriff der Staatsklugheit (con Autobiografia), Verlegts Johann Wilhelm Hartung, Jena 1764.
- (DE)  Weg zur Wahrheit auf Verlangen übersetzt, mit Anmerkungen e Beyträgen begleitet . Francoforte sull'Oder 1776.

### Scritti in collaborazione
- Jakob Wilhelm Blaufuß e Joachim Georg Darjes: Ihrem vornehmen Mitgliede. . . Joachim Georg Darjes ... suchte bey Desselben hoch beglückten Vermählung mit. ̤ Martha Friederika Reichardinn. . . Die teutsche Gesellschaft a Jena in Nachstehender Ode die Regungen der Freude und Hochachtung zu bezeugen. Fickelscherr, s.d. , Jena.
- Christian Reichardt e Joachim Georg Darjes: Von vieljähriger Nutzung der Aecker ohne Brache und wiederholte Düngung: woher zugleich eine Anweisung die Korn- und Hülsen-Früchte, nebst dem Hanfe, Flachse und einigen Klee-Gew ? Suora, Erfurt 1754.
- Joachim Georg Darjes e Johann Sebastian Pabst   : Gründliche Anweisung zur Rechenkunst  : darinnen nach einer ganz leichten und neuen Art vollständig und hinlänglich mit und ohne Brüche zu rechnen gezeiget wird, den Anfängern zum Besten. Christian Heinrich Cuno, Jena 1764.
- Das 44ste Geburts-Fest Sr. Königlichen Majestät Friedrich Wilhelms II . gefeiert den 25. settembre 1787 in Einer öffentl. Zusammenkunft von d. zum Nutzen d. Künste u. Wissenschaften allergnädigst bestätigten gelehrten Gesellsch. zu Frankfurt ad Oder: con 1 Zuschrift von Joachim Georg Darjes. Oehmogcke, Cüstrin 1787.